# Сюйшуй
Сюйшу́й (кит. упр. 徐水, пиньинь Xúshuǐ) — уезд городского округа Баодин провинции Хэбэй (КНР). Уезд назван в честь реки Сюйшуй.

## История
При империи Западная Хань был образован уезд Бэйсиньчэн (北新城县). При империи Северная Вэй он был переименован в Синьчэн (新城县). При империи Суй появился уезд Суйчэн (遂城县), при чжурчжэньской империи Цзинь он был переименован в Аньсу (安肃县).
После Синьхайской революции в рамках упорядочения названий административных единиц в связи с тем, что в провинции Ганьсу также имелся уезд Аньсу, в 1914 году уезд был переименован в Сюйшуй (徐水县).
В августе 1949 года был образован Баодинский специальный район (保定专区), и уезд вошёл в его состав. В октябре 1958 года уезды Жунчэн и Аньсинь были присоединены к уезду Сюйшуй, но в 1962 году уезды были восстановлены в исходных границах.
В 1968 году Баодинский специальный район был переименован в Округ Баодин (保定地区). Постановлением Госсовета КНР от 23 декабря 1994 года округ Баодин и город Баодин были расформированы, а на их территории был образован Городской округ Баодин.
В мае 2015 году уезд Сюйшуй был преобразован в район городского подчинения.

## Административное деление
Район Сюйшуй делится на 7 посёлков и 7 волостей.